# Episodi di DC Super Hero Girls (serie animata 2019) (prima stagione)
La prima stagione della serie animata DC Super Hero Girls è stata trasmessa negli Stati Uniti, su Cartoon Network, dall'8 marzo 2019 al 27 dicembre 2020.
In Italia è stata trasmessa dal 13 settembre 2019 su Cartoon Network.
| Nº | Titolo originale                 | Titolo italiano                     | Prima TV USA      | Prima TV Italia   |
| -- | -------------------------------- | ----------------------------------- | ----------------- | ----------------- |
| 1  | #SweetJustice                    | Nuove Amicizie Parte 1              | 8 marzo 2019      | 13 settembre 2019 |
| 2  | #SweetJustice                    | Nuove Amicizie Parte 2              | 8 marzo 2019      | 13 settembre 2019 |
| 3  | #SweetJustice                    | Nuove Amicizie Parte 3              | 8 marzo 2019      | 13 settembre 2019 |
| 4  | #SweetJustice                    | Nuove Amicizie Parte 4              | 8 marzo 2019      | 13 settembre 2019 |
| 5  | #AdventuresInBunnysitting        | L'invasione dei coniglietti         | 17 marzo 2019     | 16 settembre 2019 |
| 6  | #HateTriangle                    | La Lanterna Viola                   | 24 marzo 2019     | 17 settembre 2019 |
| 7  | #BurritoBucket                   | Il Burrito Bucket                   | 31 marzo 2019     | 18 settembre 2019 |
| 8  | #MeetTheCheetah                  | La Rivale di Diana                  | 7 aprile 2019     | 16 settembre 2019 |
| 9  | #Beeline                         | Karen alla Riscossa                 | 12 maggio 2019    | 18 settembre 2019 |
| 10 | #SuperWho?                       | La Rivincita di Kara                | 19 maggio 2019    | 17 settembre 2019 |
| 11 | #ShockItToMe                     | La regina degli scherzi             | 26 maggio 2019    | 16 dicembre 2019  |
| 12 | #SheMightBeGiant                 | Piccole vittorie                    | 2 giugno 2019     | 16 dicembre 2019  |
| 13 | #FightAtTheMuseum                | Scontro al museo                    | 9 giugno 2019     | 17 dicembre 2019  |
| 14 | #FromBatToWorse                  | Bat-Mito alla riscossa              | 29 luglio 2019    | 17 dicembre 2019  |
| 15 | #CrushingIt                      | La prima cotta                      | 29 luglio 2019    | 18 dicembre 2019  |
| 16 | #MisgivingTree                   | Amiche nemiche                      | 30 luglio 2019    |                   |
| 17 | #IllusionsOfGrandeur             | Vera magia                          | 31 luglio 2019    | 18 dicembre 2019  |
| 18 | #BeastsInShow                    | Asso contro Krypto                  | 1º agosto 2019    |                   |
| 19 | #GothamCon                       | La Convention                       | 2 agosto 2019     |                   |
| 20 | #DCSuperHeroBoys                 | Super Hero Boys Parte 1             | 7 settembre 2019  | 20 aprile 2020    |
| 21 | #DCSuperHeroBoys                 | Super Hero Boys Parte 2             | 7 settembre 2019  | 20 aprile 2020    |
| 22 | #Frenemies                       | Il Litigio Parte 1                  | 11 ottobre 2019   |                   |
| 23 | #Frenemies                       | Il Litigio Parte 2                  | 11 ottobre 2019   | 21 aprile 2020    |
| 24 | #SoulSisters                     | Anime Gemelle Parte 1               | 25 ottobre 2019   | 22 aprile 2020    |
| 25 | #SoulSisters                     | Anime Gemelle Parte 2               | 25 ottobre 2019   | 22 aprile 2020    |
| 26 | #Abracadabrapalooza              | Il passato di Zee                   | 30 novembre 2019  | 23 aprile 2020    |
| 27 | #RageCat                         | Il gatto furioso                    | 30 novembre 2019  | 21 aprile 2020    |
| 28 | #TheGoodTheBadAndTheBizarre      | Una gemella imperfetta              | 16 dicembre 2019  | 23 aprile 2020    |
| 29 | #BackInAFlash                    | Ritorno al futuro                   | 17 dicembre 2019  | 24 aprile 2020    |
| 30 | #PowerSurge                      | Power Girl                          | 18 dicembre 2019  | 24 aprile 2020    |
| 31 | #ScrambledEggs                   | Lotta all'ultimo uovo               | 19 dicembre 2019  | 10 luglio 2020    |
| 32 | #DramaQueen                      | Scontro sul palcoscenico            | 20 dicembre 2019  | 9 luglio 2020     |
| 33 | #AllyCat                         | Un alleato felino - Parte 1         | 8 marzo 2020      | 8 luglio 2020     |
| 34 | #AllyCat                         | Un alleato felino - Parte 2         | 8 marzo 2020      | 9 luglio 2020     |
| 35 | #Retreat                         | La strega del bosco                 | 15 marzo 2020     | 6 luglio 2020     |
| 36 | #DinnerForFive                   | Cena per cinque                     | 22 marzo 2020     | 10 luglio 2020    |
| 37 | #LivingTheNightmare              | La più grande paura di Zee          | 29 marzo 2020     | 12 ottobre 2020   |
| 38 | #AllAboutZee                     | La nuova amica di Zee               | 5 aprile 2020     | 13 ottobre 2020   |
| 39 | #TweenTitans                     | I Tween Titans                      | 12 aprile 2020    | 12 ottobre 2020   |
| 40 | #EmperorPenguin                  | Il Pinguino Imperatore              | 19 aprile 2020    | 13 ottobre 2020   |
| 41 | #BreakingNews                    | Lo scoop degli scoop                | 26 aprile 2020    | 14 ottobre 2020   |
| 42 | #CrashCourse                     | L'esame di guida                    | 3 maggio 2020     | 7 luglio 2020     |
| 43 | #LeagueOfShadows                 | Il potere della musica - Parte 1    | 22 agosto 2020    | 7 luglio 2020     |
| 44 | #LeagueOfShadows                 | Il potere della musica - Parte 2    | 22 agosto 2020    | 8 luglio 2020     |
| 45 | #HousePest                       | Diana cerca casa                    | 20 settembre 2020 | 14 ottobre 2020   |
| 46 | #ItsComplicated                  | Una storia complicata               | 20 settembre 2020 | 15 ottobre 2020   |
| 47 | #TheBirdAndTheBee                | Un amore impossibile                | 27 settembre 2020 | 15 ottobre 2020   |
| 48 | #FantasticBeastsAndHowToMindThem | Animali fantastici e come allevarli | 27 settembre 2020 | 16 ottobre 2020   |
| 49 | #SchoolGhoul                     | Le Acchiappafantasmi                | 4 ottobre 2020    | 16 ottobre 2020   |
| 50 | #AwesomeAuntAntiope              | La mitica zia Antiope               | 19 dicembre 2020  | 6 luglio 2020     |
| 51 | #TheFreshPrincessOfRenFaire      |                                     | 27 dicembre 2020  |                   |
| 52 | #TheFreshPrincessOfRenFaire      |                                     | 27 dicembre 2020  |                   |